# Ctenochira sanguinatoria
Ctenochira sanguinatoria är en stekelart som först beskrevs av Julius Theodor Christian Ratzeburg 1852.  Ctenochira sanguinatoria ingår i släktet Ctenochira och familjen brokparasitsteklar. Arten är reproducerande i Sverige. Inga underarter finns listade i Catalogue of Life.